# Phaio acquiguttata
Phaio acquiguttata är en fjärilsart som beskrevs av Paul Dognin 1909. Phaio acquiguttata ingår i släktet Phaio och familjen björnspinnare. Inga underarter finns listade i Catalogue of Life.